# Casarrubios del Monte (kommunhuvudort)
Casarrubios del Monte är en kommunhuvudort i Spanien.   Den ligger i provinsen Toledo och regionen Kastilien-La Mancha, i den centrala delen av landet, 40 km sydväst om huvudstaden Madrid. Casarrubios del Monte ligger 620 meter över havet och antalet invånare är 4 102.
Terrängen runt Casarrubios del Monte är platt. Runt Casarrubios del Monte är det ganska glesbefolkat, med 36 invånare per kvadratkilometer. Närmaste större samhälle är Navalcarnero, 11,5 km norr om Casarrubios del Monte. Trakten runt Casarrubios del Monte består till största delen av jordbruksmark.